# Voh
Voh is een gemeente in Nieuw-Caledonië en telt 3.160 inwoners (2014). De oppervlakte bedraagt 804,9 km², de bevolkingsdichtheid is 3,9 inwoners per km².